# 圣洛朗德沙穆塞
圣洛朗德沙穆塞（法語：Saint-Laurent-de-Chamousset，法語發音：[sɛ̃ loʁɑ̃ də ʃamusɛ]）是法国罗讷省的一个市镇，属于里昂区。

## 地理
圣洛朗德沙穆塞（45°44'18"N, 4°27'51"E）面积17.25 平方千米，位于法国奥弗涅-罗讷-阿尔卑斯大区罗讷省，该省份为法国中东部省份，北起顺时针与索恩-卢瓦尔省、安省、里昂大都会、伊泽尔省和卢瓦尔省接壤。
与圣洛朗德沙穆塞接壤的市镇（或旧市镇、城区）包括：布吕利奥勒、布吕雪、莱阿勒、苏济、圣克莱芒莱普拉斯、圣热尼拉让蒂耶尔。
圣洛朗德沙穆塞的时区为UTC+01:00、UTC+02:00（夏令时）。

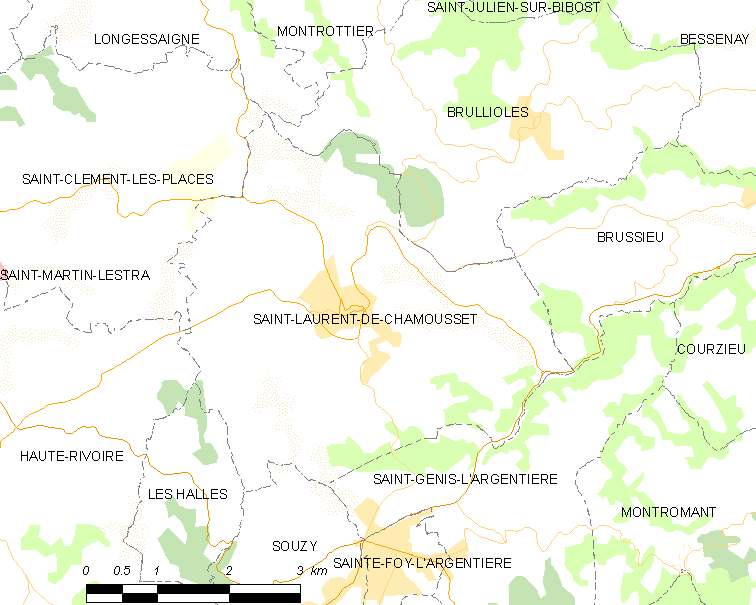
圣洛朗德沙穆塞的OSM定位图

## 行政
圣洛朗德沙穆塞的邮政编码为69930，INSEE市镇编码为69220。

## 政治
圣洛朗德沙穆塞所属的省级选区为拉尔布雷勒县。

## 人口

1962-2008年间圣洛朗德沙穆塞人口变化图示

圣洛朗德沙穆塞于2022年1月1日时的人口数量为1950人。